# Jonasz II (metropolita kijowski)
Jonasz, imię świeckie Klezna lub Glezna (zm. 1494) – metropolita kijowski w latach 1488–1494.

## Życiorys
Wybrany przez synod biskupów prawosławnych Rzeczypospolitej w 1488, po śmierci Symeona (niektóre źródła podają, że katedra kijowska przez pewien czas po śmierci Symeona wakowała. Jego wybór zaakceptował król Kazimierz IV Jagiellończyk, następnie Jonasz uzyskał potwierdzenie nominacji przez patriarchę Konstantynopola. Był zdecydowanym przeciwnikiem unii florenckiej.